# فانداوية
الفانداوية (الاسم العلمي: Vandeae) هي قبيلة من النباتات تتبع الفصيلة السحلبية من رتبة الهليونيات. تحتوي هذه القبيلة على 1700 - 2000 نوع في أكثر من 150 جنسًا. لا يزال تصنيف الأصناف داخل هذه القبيلة يعتمد إلى حد كبير على شكلياء الأزهار. لم يتم إجراء سوى عدد قليل من المحاولات للحصول على تصنيف يعتمد على الدليل الجزيئي ، وعادة ما يعتمد على بيانات تسلسل الحمض النووي الصبغي من عدة مناطق مشفرة بالصانعات. هذه القبيلة من السحلبيات هي من النباتات الهوائية الاستوائية وتوجد في آسيا الاستوائية وجزر المحيط الهادئ وأستراليا وأفريقيا. العديد من هذه السحلبيات مهمة من الناحية البستانية وخاصة جنسي الفاندا والفالاينا (سحلب العثة).

## تحت قبائل الفانداوية
- الأريدينة
  - الأريدي
  - الفاندا